# Lägre vigningarna

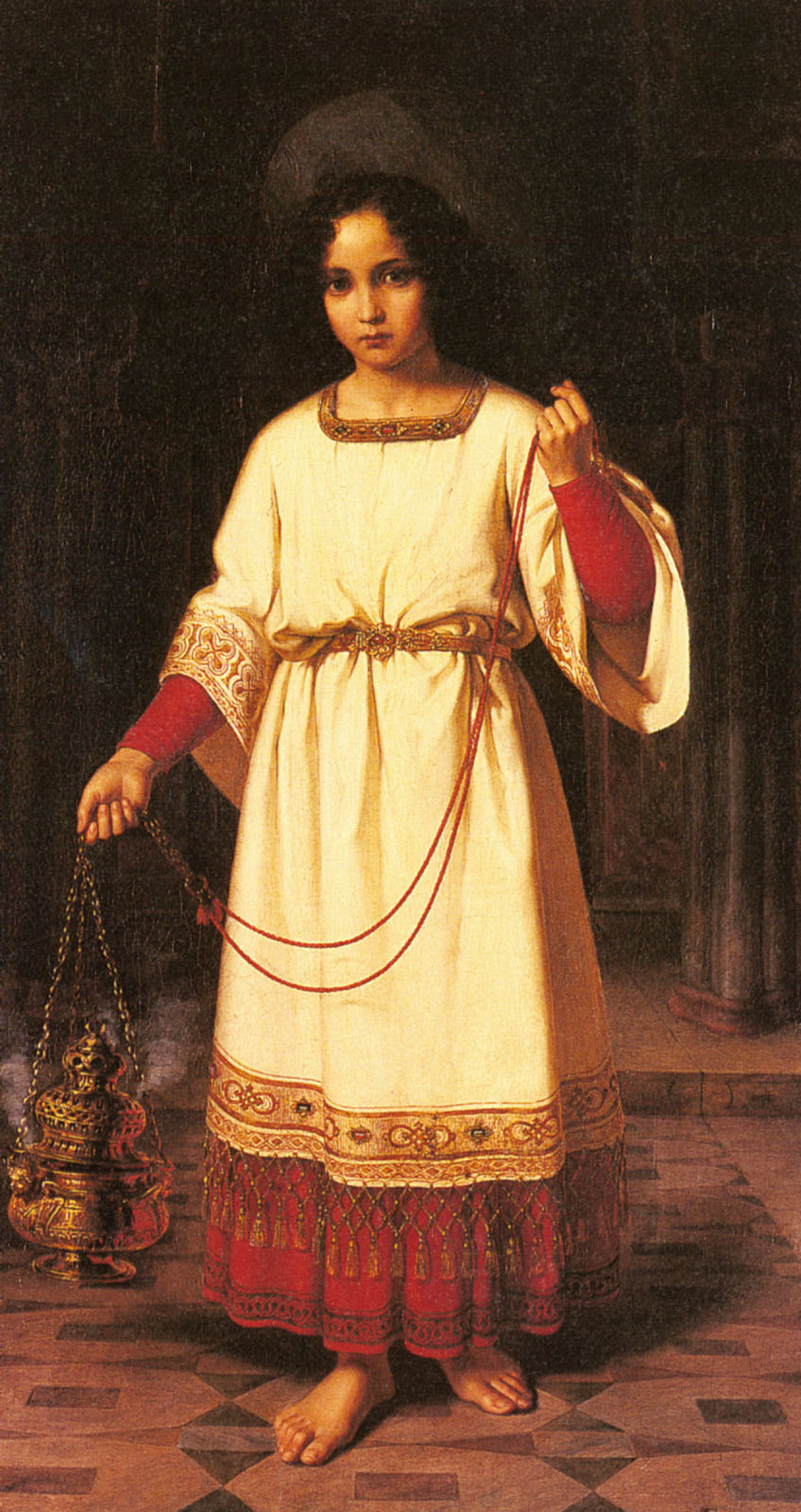
Akolyten, målning av Abraham Solomon från 1842.

Lägre vigningarna är en term inom framförallt romersk-katolsk teologi och den latinska riten varmed avses de lägre stegen i prästvigningens sakrament: vigningen till dörrvakt, lektor, exorcist respektive akolyt. Hit räknas ibland men felaktigt den klerikala tonsuren. Jämte de lägre vigningarna finns de högre vigningarna: subdiakon-, diakon- respektive prästvigning. De lägre vigningarna förekommer även i de olika östliga riterna. De kan beläggas redan på 300-talet. Prästvigningens olika steg är strukturerade kring mässliturgins olika liturgiska uppgifter.
År 1972 avskaffade Paulus VI inom den nya romerska liturgin han nyligen infört såväl de lägre vigningarna som subdiakonatet. Sagda vigningar fortlever emellertid i den klassiska romerska riten (så kallad tridentinsk rit) och i övriga traditionella latinska riter.